# 坂田恵
坂田 恵（さかた めぐみ、1971年10月18日 - ）は、熊本県菊池郡大津町出身の元女子サッカー日本代表選手、サッカー指導者。現役時代のポジションはゴールキーパー。熊本県立大津高等学校、日本体育大学卒業。

## 来歴
高校からサッカーを始める。日本体育大学在学中に日本女子代表へ招集され、1989年12月24日に行われた第7回AFC女子選手権ネパール戦（香港・モンコック）で初出場した。
翌1990年には日本女子サッカーリーグ・日産FCレディースに加入し、新人ながら全試合に出場した。翌年には第1回FIFA女子選手権（W杯）のメンバーに選ばれたが、チーム廃部により1994年にプリマハムFCくノ一へ移籍。1995年の第7回日本女子サッカーリーグでチーム初優勝に貢献し、また第2回FIFA女子選手権（W杯）のメンバーにも選ばれた。翌1996年にはアトランタオリンピックのバックアップメンバーとなったが、その直後に行われたリーグ戦では山郷のぞみの成長もあって出場の機会がなく、シーズン後に引退した。しかし2年後の1999年に現役復帰して田崎ペルーレFCに入団。2003年シーズンで再び引退し、日本体育大学のサッカー部でコーチを務めた。
2006年、プリマハムでチームメイトだった谷由美の要請を受けてプリマハムの後身クラブである伊賀FCくノ一のGKコーチに就任。2007年4月、日本プロサッカーリーグ（Jリーグ）大分トリニータが女子サッカースクールを母体に、日本女子サッカーリーグ（なでしこリーグ）への加入を目指して女子チーム・大分トリニータレディースを発足。それによりゴールキーパーコーチに就任。2008年には監督に就任した。
2009年は佐賀県のFC ALEGRE CAMINHOに所属し、プレーヤーとして全日本女子フットサル選手権大会に出場した。また、日本サッカー協会主催のスーパー少女プロジェクトやJFAエリートプログラムでGKコーチを務めた。
2016年から広島文教女子大学附属高校サッカー部の監督を務める。

## 個人成績
| 国内大会個人成績 | 国内大会個人成績   | 国内大会個人成績 | 国内大会個人成績 | 国内大会個人成績 | 国内大会個人成績 | 国内大会個人成績 | 国内大会個人成績 | 国内大会個人成績 | 国内大会個人成績 | 国内大会個人成績 | 国内大会個人成績 |
| 年度             | クラブ             | 背番号           | リーグ           | リーグ戦         | リーグ戦         | リーグ杯         | リーグ杯         | オープン杯       | オープン杯       | 期間通算         | 期間通算         |
| 年度             | クラブ             | 背番号           | リーグ           | 出場             | 得点             | 出場             | 得点             | 出場             | 得点             | 出場             | 得点             |
| 日本             | 日本               | 日本             | 日本             | リーグ戦         | リーグ戦         | リーグ杯         | リーグ杯         | 皇后杯           | 皇后杯           | 期間通算         | 期間通算         |
| ---------------- | ------------------ | ---------------- | ---------------- | ---------------- | ---------------- | ---------------- | ---------------- | ---------------- | ---------------- | ---------------- | ---------------- |
| 1990             | 日産FCレディース   | 21               | JLSL             | 15               | 0                | -                | -                |                  |                  |                  |                  |
| 1991             | 日産FCレディース   | 21               | JLSL             | 18               | 0                | -                | -                |                  |                  |                  |                  |
| 1992             | 日産FCレディース   | 16               | JLSL             | 1                | 0                |                  |                  |                  |                  |                  |                  |
| 1993             | 日産FCレディース   | 16               | JLSL             | 18               | 0                |                  |                  |                  |                  |                  |                  |
| 1994             | プリマハムFCくノ一 | 1                | L・リーグ        | 18               | 0                |                  |                  |                  |                  |                  |                  |
| 1995             | プリマハムFCくノ一 | 1                | L・リーグ        | 16               | 0                |                  |                  |                  |                  |                  |                  |
| 1996             | プリマハムFCくノ一 | 1                | L・リーグ        | 0                | 0                |                  |                  |                  |                  |                  |                  |
| 1999             | 田崎ペルーレFC     | 1                | L・リーグ        | 14               | 0                |                  |                  |                  |                  |                  |                  |
| 2000             | 田崎ペルーレFC     | 1                | L・リーグ        | 7                | 0                | -                | -                |                  |                  |                  |                  |
| 2001             | 田崎ペルーレFC     | 1                | L・リーグ        | 11               | 0                | -                | -                |                  |                  |                  |                  |
| 2002             | 田崎ペルーレFC     | 1                | L・リーグ        | 6                | 0                | -                | -                |                  |                  |                  |                  |
| 通算             | 日本               | 日本             | 1部              | 124              | 0                |                  |                  |                  |                  |                  |                  |
| 総通算           | 総通算             | 総通算           | 総通算           | 124              | 0                |                  |                  |                  |                  |                  |                  |

## タイトル

### 代表
- 兵庫県代表
  - 国民体育大会 成年女子の部：1回 (1999年)

### クラブ
- プリマハムFCくノ一
  - 日本女子サッカーリーグ：1回 (1995年)
  - 全日本女子サッカー選手権大会：1回 (1995年)

- 田崎ペルーレFC
  - 全日本女子サッカー選手権大会：2回 (1999年、2002年)

## 代表歴
- 1989年12月24日 - 日本女子代表初出場 -  ネパール戦 (第7回AFC女子選手権、香港・モンコック)

### 主な選出歴
- 日本女子代表（なでしこジャパン）
  - 1990年 - 第11回アジア競技大会
  - 1991年 - 第4回ヴァルナ国際女子大会
  - 1991年 - 第8回アジア女子選手権
  - 1991年 - 第1回FIFA女子選手権（W杯）メンバー
  - 1993年 - 第9回アジア女子選手権
  - 1994年 - スロバキア国際女子大会
  - 1995年 - 第10回アジア女子選手権
  - 1995年 - 第2回FIFA女子選手権（W杯）メンバー
  - 1996年 - US女子カップ
  - 1996年 - アトランタオリンピックのバックアップメンバー

### 出場数
| 日本代表 | 国際Aマッチ | 国際Aマッチ |
| 年       | 出場        | 得点        |
| -------- | ----------- | ----------- |
| 1989     | 1           | 0           |
| 1990     | 2           | 0           |
| 1991     | 3           | 0           |
| 1993     | 1           | 0           |
| 1994     | 1           | 0           |
| 1995     | 1           | 0           |
| 1996     | 1           | 0           |
| 通算     | 10          | 0           |

- 出典: なでしこジャパン（日本女子代表）試合別出場記録[7]

### 出場
| #  | 開催日         | 開催地         | 会場             | 相手           | 結果  | 監督   | 大会               |
| -- | -------------- | -------------- | ---------------- | -------------- | ----- | ------ | ------------------ |
| 1  | 1989年12月24日 | 香港           |                  | 香港           | ○14-0 | 鈴木保 | アジア選手権       |
| 2  | 1990年09月09日 | 釜山           |                  | 韓国           | ○5-0  | 鈴木保 | 国際親善試合       |
| 3  | 1990年09月29日 | 北京           |                  | 韓国           | ○8-1  | 鈴木保 | アジア大会         |
| 4  | 1991年04月05日 | ヴァルナ       |                  | ハンガリー     | ○2-0  | 鈴木保 | ヴァルナ国際大会   |
| 5  | 1991年06月01日 | 福岡県         | 福岡県営春日公園 | マレーシア     | ○12-0 | 鈴木保 | アジア選手権       |
| 6  | 1991年06月03日 | 福岡県         | 平和台陸上競技場 | シンガポール   | ○10-0 | 鈴木保 | アジア選手権       |
| 7  | 1993年12月08日 | クチン         |                  | 香港           | ○4-0  | 鈴木保 | アジア選手権       |
| 8  | 1994年08月21日 | ドブニッツア   |                  | オーストリア   | ○1-0  | 鈴木保 | スロバキア国際大会 |
| 9  | 1995年09月25日 | コタ・キナバル |                  | インド         | ○6-0  | 鈴木保 | アジア選手権       |
| 10 | 1996年05月16日 | ホットボロー   |                  | アメリカ合衆国 | ●0-4  | 鈴木保 | US女子カップ       |

## 指導歴
- 日本体育大学女子サッカー部コーチ
- 2006年 - 伊賀フットボールクラブくノ一GKコーチ
- 2007年 - 大分トリニータレディースGKコーチ
- 2008年 - 大分トリニータレディース監督
- 2016年 - 広島文教女子大学附属高等学校監督